# Atentado de Turku de 2017
El atentado de Turku de 2017 fue una acción terrorista en la ciudad finlandesa de Turku, iniciada el 18 de agosto alrededor de las 16:00 hora local (UTC + 2), cuando varias personas fueron apuñaladas en la plaza del Mercado de Turku en la ciudad homónima. La alarma se levantó por primera vez a las 16:02 y antes de las 16:05 el sospechoso ya había sido detenido. El ataque dejó dos muertos, ambos finlandeses, y nueve heridos incluyendo al atacante, todos también nativos excepto un italiano y dos suecos.

## Ataque

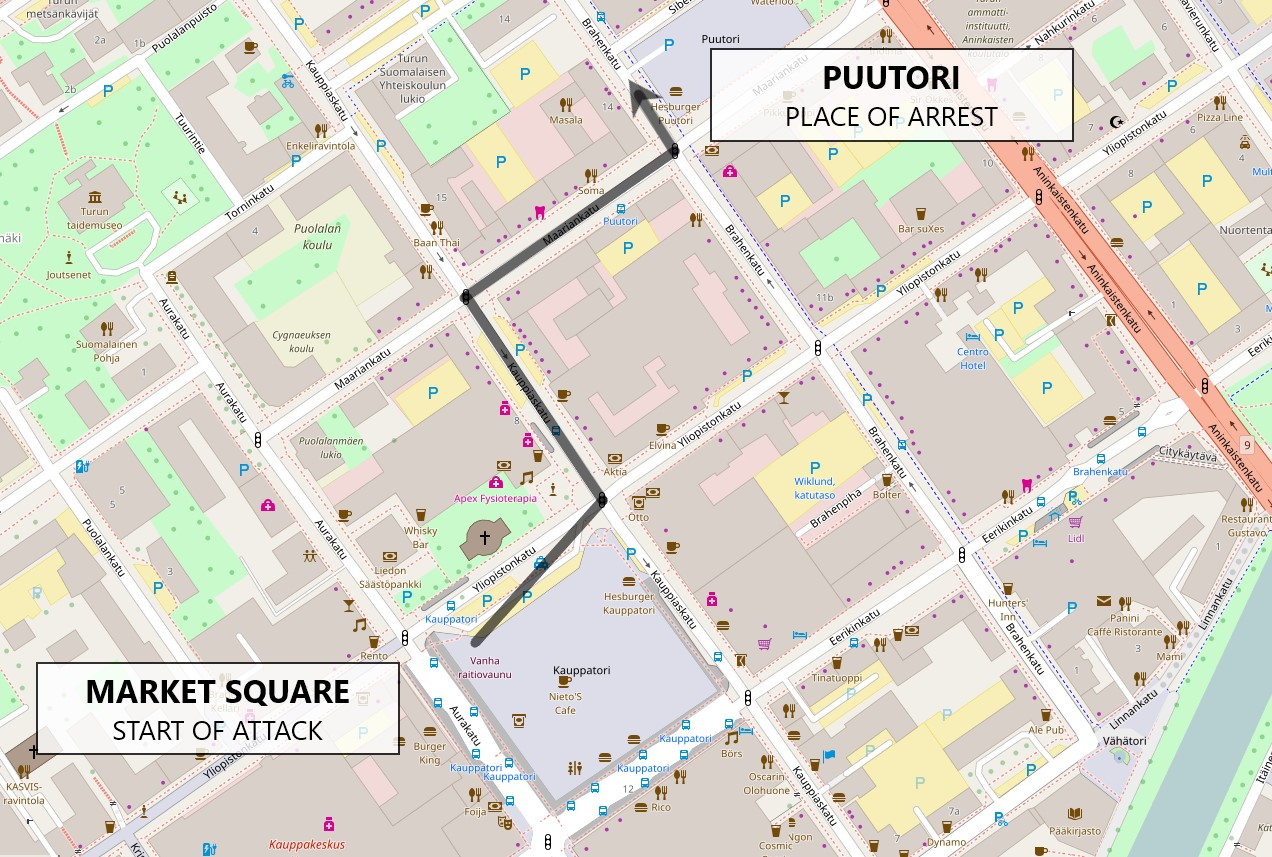
Mapa de la ruta que el atacante utilizó para provocar daños.

El ataque se inició en la plaza del Mercado de Turku cuando un joven desconocido saltó —con un cuchillo en mano— hacia el cuello de un transeúnte, otro transeúnte intentó ayudar al atacado siendo igualmente acuchillado como respuesta por parte del desconocido, ambas personas terminaron gravemente heridas antes de la inmediata llegada de la policía, ante la que el atacante huyó por una calle adyacente atacando de paso a otros viandantes. Una patrulla policial le dio el alto y logró capturarlo tras verse forzados a dispararle en el muslo por su negativa al arresto y actitud agresiva.

### Atacante
El atacante fue reconocido como un lobo solitario de 18 años originario de Marruecos, vinculado a grupos yihadistas. Otras tres personas de la misma nacionalidad fueron arrestadas como posibles cómplices, la policía finlandesa descubriría que todos ellos tenían orden de captura a nivel internacional.

## Víctimas
De los atacados, uno falleció en la misma plaza y el otro camino al hospital, otras ocho personas resultaron heridas, incluido el atacante.

## Consecuencias

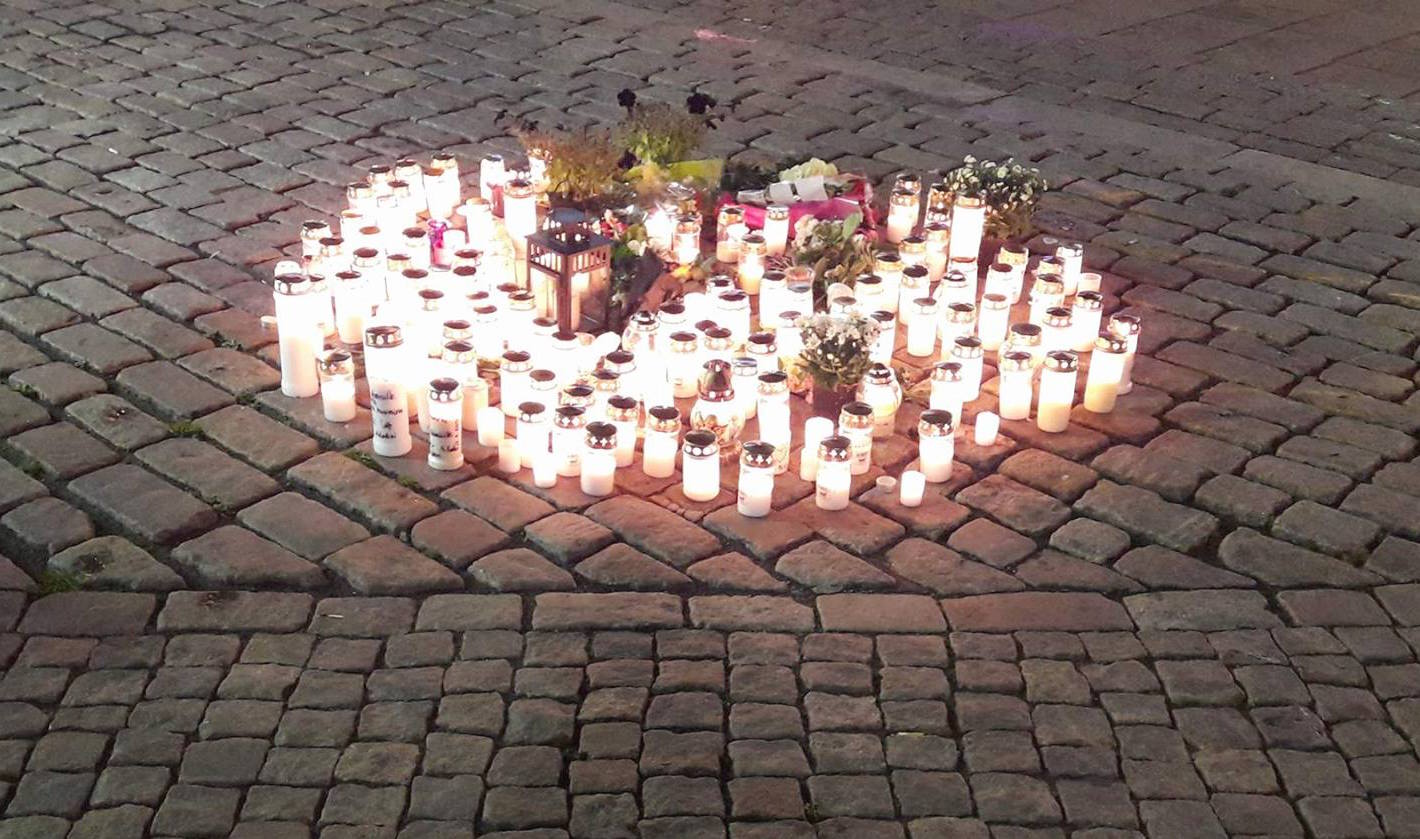
Velas colocadas en el mercado en honor a las víctimas del atentado.

Los lugares públicos y alrededores de la plaza permanecieron cerrados por unas horas. La seguridad aumentó en los aeropuertos y metros de otras ciudades de Finlandia.
El ataque recibió bastante cobertura mediática junto a otros sucesos similares ocurridos en diferentes ciudades euroasiáticas como Wuppertal (Alemania) y Surgut (Rusia), además el atentado fue realizado al día siguiente de los atentados de Cataluña en España.